# Rustaq (Afghanistan)
Rustaq (paschtunisch رستاق) ist eine afghanische Stadt und Verwaltungssitz des gleichnamigen Distrikts in der Provinz Tachar. Die Einwohnerzahl beträgt 15.620 (Stand: 2022).
Südöstlich der Stadt befindet sich ein kleiner Flughafen.